# Вивиан Шмит
Вивиан Шмит (на английски: Vivian Schmitt) е германска порнографска актриса, родена на 31 март 1978 г. в град Бидгошч, Полша.

## Ранен живот
Израства в Берлин, Германия.

## Кариера
Дебютира като порнографска актриса през 2001 г. с псевдонима Анна Б, като се снима в продукции на компанията „Магмафилм“ от град Есен.
През 2004 г. печели наградата Venus за най-добра нова актриса и е момиче на корицата в броеве на списания като „Максим“ и „Пралин“.
Същата година тя подписва договор с продуцентската компания „Видеорама“ и участва в редица нейни филми.
Наред с кариерата си в порнографската индустрия, Шмит се изявява и в телевизионни предавания и реклами, има участия в музикални видеоклипове и получава роли в игрални филми.
През 2012 г. взима участие в шоуто „Секси футбол“, представляващо футболен мач между Германия и Дания, като отборите са съставени от немски порноактриси, а съдия е еротичния модел Микаела Шефер. Мачът се играе един ден преди двубоя между тези държави на Европейското първенство по футбол, провежда се на пясък в Берлин в две полувремена от по 10 минути и завършва с резултат 13:1 в полза на Дания.

## Награди и номинации
Носителка на индивидуални награди
- 2004: Venus награда за най-добра нова актриса.[3]
- 2005: Eroticline награда за най-добра германска актриса.[3][6]
- 2006: Eroticline награда за най-добра германска актриса.[7]
- 2007: Eroticline награда за най-добро изпълнение на живо.[7]
- 2007: Eroticline награда за посвещение на индустрията.[8]
- 2009: Eroticline награда за най-добра германска актриса.[7]